# Rhagonycha nigriceps
Rhagonycha nigriceps là một loài bọ cánh cứng trong họ Cantharidae.
Loài này phân bố chủ yếu ở Áo, Cộng hòa Séc, Pháp, Đức, Ý, Tây Ban Nha, Thụy Sĩ và đông miền Cổ bắc

## Hình ảnh

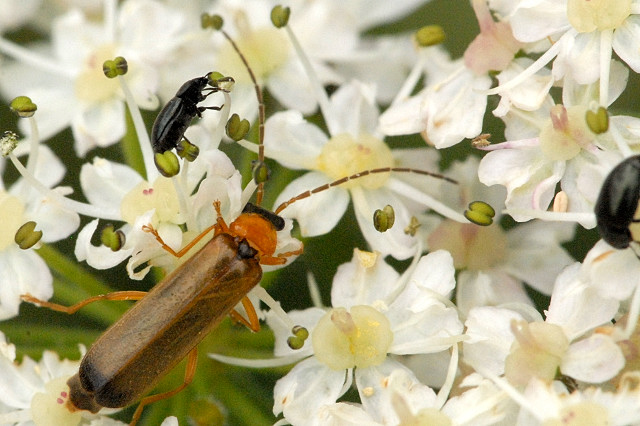